# Сертиндол
Сертиндол (англ. Sertindole, лат. Sertindolum) — синтетичний лікарський засіб, що є похідним індолу та належить до групи антипсихотичних препаратів. Сертиндол застосовується перорально. Сертиндол розроблений у лабораторії компанії «Lundbeck», застосовувався в клінічній практиці з 1996 року. Проте в 1998 році застосування препарату вирішено призупинити у зв'язку з частими побічними ефектами з боку серцево-судинної системи, а саме появі аритмій та подовження інтервалу QT. Після проведення повторних досліджень дії препарату у 2002 році сертиндол дозволений для обмеженого використання для клінічних постмаркетингових досліджень, а в 2006 році знову допущений без обмежень для клінічного використання.

## Фармакологічні властивості
Сертиндол — синтетичний антипсихотичний препарат,, що є похідним індолу. Механізм дії препарату полягає у блокуванні дофамінових рецепторів, переважно D2-типу, в мезолімбічній ділянці головного мозку, а також блокуванні серотонінових 5-HT2A-рецепторів, частково також 5-HT2C і альфа-1-адренорецепторів. Це призводить до блокування рухової активності та зменшення продуктивної психіатричної симптоматики. Сертиндол не підвищує рівень пролактину, не діє на м-холінорецептори і на гістамінові рецептори. Препарат відносять до підгрупи так званих «атипових антипсихотичних препаратів», оскільки при його застосуванні спостерігається вплив як на позитивні, так і негативні симптоми шизофренії, покращення когнітивних функцій, більша ефективність при резистентних до традиційних нейролептиків станах; при його застосуванні спостерігається менше екстрапірамідних побічних ефектів, проте при застосуванні атипових антипсихотичних препаратів спостерігається збільшення маси тіла, підвищення ризику розвитку цукрового діабету, та в більшості випадків збільшення рівня пролактину. Сертиндол застосовується для лікування шизофренії за виключенням гострих психотичних станів, проте застосування препарату обмежене у зв'язку з частими побічними ефектами з боку серцево-судинної системи, тому сертиндол застосовується виключно у випадку, коли хворий не переносить більшість інших антипсихотичних засобів.

### Фармакокінетика
Сертиндол добре, але повільно всмоктується після перорального застосування, біодоступність препарату становить 75 %. Максимальна концентрація препарату досягається протягом 10 годин після прийому препарату. Сертиндол майже повністю (на 99,5 %) зв'язується з білками плазми крові. Препарат проходить через гематоенцефалічний бар'єр, через плацентарний бар'єр та виділяється в грудне молоко. Сертиндол метаболізується в печінці з утворенням неактивних метаболітів. Виводиться препарат із організму переважно з калом лише близько 5 % сертиндолу виводиться з сечею. Період напіввиведення препарату становить 3 доби, цей час збільшується при важких порушеннях функції печінки.

## Покази до застосування
Сертиндол застосовують для лікування шизофренії (за виключенням гострих психотичних станів) при непереносимості інших антипсихотичних препаратів.

## Побічна дія
При застосуванні сертиндолу найчастішими побічними ефектами є головний біль, безсоння або сонливість, риніт, порушення еякуляції, вторинні інфекції, запаморочення, диспепсія, запор, сухість у роті, біль у м'язах, нудота, депресія. При застосуванні препарату нерідкими і найнебезпечнішими побічними явищами є побічні ефекти з боку серцево-судинної системи, зокрема аритмії та подовження інтервалу QT. Іншими побічними ефектами при застосуванні препарату є:
- З боку нервової системи — парестезії, втрата свідомості, судоми, дискінезії, вкрай рідко злоякісний нейролептичний синдром.
- З боку серцево-судинної системи — артеріальна гіпотензія, периферичні набряки, тромбози, тромбоемболія.
- З боку дихальної системи — задишка, затруднення носового дихання.
- Інші побічні ефекти — лейкоцитурія, гематурія, гіперглікемія, збільшення ваги тіла.

## Протипокази
Сертиндол протипоказаний при підвищеній чутливості до препарату, важкими серцево-судинними захворюваннями, вираженою брадикардією, аритмією, вродженим подовженням інтервалу QT, а також при сумісному застосуванні з препаратами, які подовжують інтервал QT (зокрема хінідин, аміодарон, соталол, дофетилід, тіоридазин, гатіфлоксацин, моксифлоксацин, терфенадин, астемізол), разом із препаратами, які пригнічують цитохром Р-450 (зокрема кетоконазол, ітраконазол, еритроміцин, кларитроміцин, індинавір, дилтіазем, верапаміл), при гіпокаліємії або гіпомагніємії, важкій печінковій недостатності, при важкому пригніченні нервової системи, вагітності та годуванні грудьми, у дитячому та підлітковому віці.

## Форми випуску
Сертиндол випускається у вигляді таблеток по 0,004; 0,012; 0,016 і 0,02 г.